# 2008 în cinematografie
- 2007 în cinematografie — 2008 în cinematografie — 2009 în cinematografie

## Evenimente
- 14 ianuarie: Centrul Național al Cinematografiei (CNC) a anunțat numele câștigătorilor la concursul de scenarii organizat noiembrie-decembrie 2007. Cele mai mari finanțări vor fi acordate următoarelor proiecte: Concertul de Radu Mihăileanu, Principii de viață de Constantin Popescu, Caravana cinematografică de Titus Muntean, Poker de Sergiu Nicolaescu, Trupul dușmanului tău de Mircea Daneliuc[1].
- 15 ianuarie: Filmele 4 luni, 3 săptămâni și 2 zile a lui Cristian Mungiu și A fost sau n-a fost? a lui Corneliu Porumboiu au fost nominalizate la secțiunea film străin a Premiilor „Condor de Plata”, cel mai mare festival de film din Argentina.
- 13 februarie: Scurtmetrajul O zi bună de plajă, regizat de Bogdan Mustață și având un scenariu scris de Cătălin Mitulescu, a câștigat premiul „Ursul de Aur” în cadrul Festivalului de Film de la Berlin.
- 3 martie: Gala Premiilor Gopo.
- 17 martie: Uniunea Cineaștilor din România (UCIN) și-a decernat premiile. Marele Premiu și trofeul Uniunii Cineaștilor i s-au acordat regizorului Cristian Mungiu pentru filmul 4 luni, 3 săptămâni și 2 zile.
- 19 aprilie: Adrian Sitaru a obținut Călărețul de Aur pentru cel mai bun film artistic de scurtmetraj internațional cu pelicula Valuri la Filmfest Dresden.
- septembrie: Filmul Podul de flori, în regia lui Thomas Ciulei, a primit premiul juriului la Festivalul Internațional de Film despre Etnografie și Antropologie, Etnofilm, care a avut loc la Čadca (Slovacia)[2].
- octombrie: Filmul Interior. Scară de bloc, în regia lui Ciprian Alexandrescu, a câștigat Premiul Special al Juriului la cea de-a 26-a ediție a Festivalului Internațional de Scurtmetraj de la Uppsala[3].

## Filmele cu cele mai mari încasări
| #   | Titlu                                              | Studio                       | Încasări mondiale |
| --- | -------------------------------------------------- | ---------------------------- | ----------------- |
| 1.  | The Dark Knight                                    | Warner Bros. / Legendary     | $997.000.000      |
| 2.  | Indiana Jones and the Kingdom of the Crystal Skull | Paramount / Lucasfilm        | $786,636,033      |
| 3.  | Kung Fu Panda                                      | Paramount / DreamWorks       | $631,744,560      |
| 4.  | Hancock                                            | Columbia                     | $624,386,746      |
| 5.  | Mamma Mia!                                         | Universal                    | $609,827,661      |
| 6.  | Madagascar: Escape 2 Africa                        | Paramount / DreamWorks       | $603,900,354      |
| 7.  | Quantum of Solace                                  | MGM / Columbia               | $586,090,727      |
| 8.  | Iron Man                                           | Paramount / Marvel Studios   | $585,174,222      |
| 9.  | WALL-E                                             | Walt Disney Pictures / Pixar | $521,311,860      |
| 10. | The Chronicles of Narnia: Prince Caspian           | Disney / Walden Media        | $419,665,568      |

## Premiere românești
| Dată premieră | Film                         | Regizor              | Distribuție                                                                               |
| ------------- | ---------------------------- | -------------------- | ----------------------------------------------------------------------------------------- |
| 22 februarie  | Legiunea străină             | Mircea Daneliuc      | Oana Piecniță, Cătălin Paraschiv, Radu Iacoban                                            |
| 7 martie      | Restul e tăcere              | Nae Caranfil         | Marius Florea Vizante, Florin Zamfirescu, Ovidiu Niculescu, Mirela Zeța                   |
| 14 martie     | Un acoperiș deasupra capului | Adrian Popovici      | Mara Nicolescu, Gabriela Butuc                                                            |
| 28 martie     | Cocoșul decapitat            | Radu Gabrea          | David Zimmerschied (Germania), Alicja Bachleda-Curus (Polonia), Ioana Iacob, Axel Mustață |
| 11 aprilie    | Supraviețuitorul             | Sergiu Nicolaescu    | Sergiu Nicolaescu, Vladimir Găitan, George Mihăiță, Jean Constantin                       |
| 25 aprilie    | Poveste de cartier           | Theodor Halacu-Nicon | Sorinel Copilul de Aur, Jean de la Craiova, Monica Merișan                                |
| 4 mai         | Dincolo de America           | Marius Barna         | Daniela Nane, Mihai Stănescu                                                              |
| 19 septembrie | Boogie (30 și ceva)          | Radu Muntean         | Dragoș Bucur, Anamaria Marinca                                                            |
| 17 octombrie  | Schimb valutar               | Nicolae Mărgineanu   | Cosmin Seleși, Aliona Munteanu                                                            |
| 17 noiembrie  | Nunta mută                   | Horațiu Mălăele      | Alexandru Potocean                                                                        |
|               | Luna verde                   | Alexa Visarion       | Maia Morgenstern, Ana Ularu, Răzvan Vasilescu, Cătălina Mustață                           |
|               | Tache                        | Igor Cobileanski     | Mircea Diaconu                                                                            |

## Premii

### Oscar
- Cel mai bun film: Nu există țară pentru bătrâni (film) (No Country for Old Men)
- Cel mai bun actor: Daniel Day-Lewis
- Cea mai bună actriță: Marion Cotillard
- Cel mai bun film străin: Falsificatorii (The Counterfeiters)

Articol detaliat: Oscar 2008

### César
- Cel mai bun film: The Secret of the Grain
- Cel mai bun actor: Mathieu Amalric
- Cea mai bună actriță: Marion Cotillard
- Cel mai bun film străin: Viața celorlalți

Articol detaliat: César 2008

### Globul de Aur
- Dramă
- Cel mai bun film: Atonement
- Cel mai bun actor: Daniel Day-Lewis
- Cea mai bună actriță: Julie Christie
- Muzical sau comedie
- Cel mai bun film: Sweeney Todd: The Demon Barber of Fleet Street
- Cel mai bun actor: Johnny Depp
- Cea mai bună actriță: Marion Cotillard

### BAFTA
- Cel mai bun film: Atonement
- Cel mai bun actor: Daniel Day Lewis
- Cea mai bună actriță: Marion Cotillard
- Cel mai bun film străin: Viața celorlalți

### Gopo
- Cel mai bun film: 4 luni, 3 săptămâni și 2 zile
- Cel mai bun actor: Răzvan Vasilescu
- Cea mai bună actriță: Anamaria Marinca
- Cel mai bun regizor: Cristian Mungiu

## Decese
- 22 ianuarie: Heath Ledger, actor australian (n. 1979)
- 18 martie: Anthony Minghella, regizor, scenarist britanic (n. 1954)
- 12 martie: Ovidiu Iuliu Moldovan, actor român (n. 1942)
- 24 martie: Richard Widmark, actor american (n. 1914)
- 5 aprilie: Charlton Heston, actor american (n. 1923)
- 13 mai: Colea Răutu, actor român (n. 1912)
- 26 mai: Sydney Pollack, actor, regizor, producător american (n. 1934)
- 7 iunie: Dino Risi, regizor italian (n. 1916)
- 22 iunie: George Carlin, actor american (n. 1937)
- 7 septembrie: Ilarion Ciobanu, actor român (n. 1931)
- 14 septembrie: Ștefan Iordache, actor român (n. 1941)
- 26 septembrie: Paul Newman, actor american (n. 1925)
- 13 octombrie: Guillaume Depardieu, actor francez (n. 1971)
- 28 octombrie: Dina Cocea, actriță română de teatru și film (n. 1912)